# Deltarune
Deltarune (Дельтару́н, укр. Дельтаруна) — рольова відеогра, створена інді-розробником Тобі Фоксом. Гравець керує людиною на ім'я Кріс, що живе в місті, населеному монстрами. Кріс разом зі своєю однокласницею Сьюзі випадково потрапляє до Темного Світу, де зустрічає принца пітьми Ральзея, який розповідає, що вони герої, яким судилося врятувати світ.
Створення Deltarune розпочалося 2012 року й триває донині. Поки випущено лише чотири частини із запланованих семи. Третій й четвертий розділи були випущені разом 4-го червня 2025 року. П'ятий розділ знаходиться у розробці з очікуваним роком релізу 2026.

## Ігровий процес
Загалом, ґеймплей Deltarune повторює ґеймплей Undertale. Гра використовує двовимірний стиль графіки «вид над головою». Гравець керує головним героєм та ухвалює різноманітні рішення, що мають вплив на розвиток сюжету. У грі лишили головоломки та покрокові бої в стилі Shoot 'em up.
Однак Deltarune має певні удосконалення. Тепер у головного героя є напарники, які допомагають вирішувати загадки та беруть участь у бою. Гравець може віддавати напарникам накази, таким чином плануючи бій.
Система бою була оновлена, до старих функцій (Наступ (битва), дій (дія), речі, милість (пощада)) були додані нові (захист, чари). Якщо ухилятися від снарядів достатньо близько, то гравець збільшує рівень напруги, яку може застосувати для різноманітних заклять.
Протягом проходження на головного героя нападатимуть різні створіння. Гравець може дати відсіч або ж спробувати вирішити конфлікт мирно.

## Сюжет
Deltarune — це спіноф Undertale, утім події обох ігор відбуваються в цілком інших світах. Тобі Фокс повідомив, що Deltarune — це інший світ з іншими персонажами, які прожили інше життя.

### Розділ 1 – Початок
Гра починається з того, що гравцеві пропонується створити аватар, але "втілення" врешті-решт відкидають, оскільки "ніхто не обирає, ким йому бути в цьому світі". Натомість гравцеві надається контроль над людським підлітком, учнем на ім'я Кріс, головним героєм, що живе в містечку монстрів зі своєю названою матір'ю Торіель, яка також є монстром. Головний герой приїжджає до школи, де, на прохання вчительки Альфіс, йде разом зі Сьюзі по крейду. Втім, темрява в коморі затягує обох до Темного Світу.
Уже там Кріс та Сьюзі зустрічають темного принца Ральзея. Він розповідає їм легенду про Дельта-Руну, що всі вони троє герої, яким необхідно запечатати Темний Фонтан (гейзер темної енергії), відновити баланс сил світла й темряви та врятувати світ від цілковитого знищення. Тільки так Кріс та Сьюзі зможуть повернутися додому.
Під час подорожі до Темного Фонтана три герої зустрічають Лансера — сина-недолітка Короля Хаосу. Лансер намагається завадити героям дістатися до Темного Фонтана, але зрештою долучається до їхньої команди. Коли він дізнається, що герої мають зіткнутися з Королем, аби запечатати Темний Фонтан, він тікає, а солдатам наказує ув'язнити героїв.
Сьюзі вдається втекти з камери й звільнити Ральзея, разом з ними тікає й Кріс. Герої опиняються в Картковому Замку — у резиденції Короля. Спочатку вони наштовхуються на королівського герцога загадок Правѣлъ-Картъку (з англ. Rouxls Kaard, що читається як Rules Card, себто Карта Правил), а потім — на самого Короля. Зчиняється тривалий бій, у результаті якого Король падає навколішки й визнає свою неправоту. Розчулений Ральзей накладає на нього закляття зцілення. Однак Король віддячує по-своєму й вдаряє героїв у спину, зробивши їх цілком беззахисними.
Залежно від того, як гравець ставився до створінь із Пітьми, можливі дві розв'язки.
1. Якщо гравець не кривдив і не вбивав створінь, то жителі королівства збунтуються, увірвуться до зали, запроторять Короля за ґрати, а новим правителем проголосять Лансера.
2. Якщо гравець вбивав і кривдив, то жителі королівства не прийдуть на допомогу, натомість Сьюзі відволікає Короля даючи Ральзею змогу накласти закляття дрімоти на нього.

За будь-якої розв'язки шлях до Темного Фонтана вільний. Ральзей прощається зі своїми друзями, а ті зі свого боку запечатують Темний Фонтан і повертаються до свого світу.
Кріс та Сьюзі прокидаються в старому класі школи. Сьюзі не вірить, що це був звичайний сон, і пропонує завтра повернутися до Темного Світу.
Перед тим, як Кріс повернеться додому, гравець має можливість дослідити містечко й поспілкуватися з його жителями, зокрема з персонажами з Undertale.
Зрештою, герой опиняється вдома й лягає спати. Уночі Кріс падає з ліжка, підводиться й вириває зі своїх грудей душу. Кріс кидає її в клітку, дістає ніж й дивиться на гравця зі зловісною посмішкою, а око героя спалахує червоним.

### Розділ 2 – Кібер світ
Початок
Новий розділ розпочинається з того, що Торіель заходить до кімнати та дорікає Кріс за те, що дехто знову з'їв увесь пиріг. 
Після цього вони вирушають до школи. На цей раз головний герой приходить останнім, після чого розпочинається урок, під час якого Кріс засинає та прокидається на моменті, коли всі виходять з класу. Залишившись наодинці Альфіс цікавиться як йде робота над груповим проєктом. Коло шафок на гравця вже очікує Сьюзі. Після невеликої розмови, під час якої вона висміює головного героя за те, що той заснув під час уроків, вони вирушають до комірчини. Однак на самому порозі до них підходить Ноелль і запрошує Кріс та Сьюзі доєднатися до них з Пташком (Бьордлі, з англ. Berdly) у бібліотеці. Згодом вони стрибають до комірчини.
Далі гравець з'являється відразу  перед замком та зустрічає Ральзея. Сьюзі дивується де всі, на що Ральзей просить головного героя зібрати весь мотлох із сусіднього старого класного кабінету та перенести до нього. Після виконання цієї дії містечко наповнюється істотами з першого розділу. Головні герої згадують про свій проєкт, тож Ральзей виганяє їх, допоки вони не виконають домашнє завдання.

Кіберполе
Кріс та Сьюзі опиняються в іншому Темному світі. Після пасток з електрикою вони знаходять Ноелль, яка кличе на допомогу, та Королеву, що її викрадає й сама втікає, а після невеликої битви з Передротнями (Вереваєр, з англ. Werewire) Ральзей повертається до команди. Вони вирушають далі. Пройшовши кілька пасток, вони зустрічають Королеву з ігровим автоматом, Кріс перемагає з допомогою друзів, автомат вибухає, а гравець проходить далі. В подальшому шляху їх кілька разів атакує  робот в аудіо носії. В кінці вони доходять до каруселі з чашками. Також поряд буде Гакер, якого можна рекрутувати до міста, зібравши 3 сині галочки. Якщо їх зібрати, то він в Маєтку Королеви допоможе гравцеві відкрити доступ до секретного проходу, що веде до закинутого Підвалу, де надалі за певних обставин відбудеться битва із секретним босом. Перша та друга каруселі ведуть до синіх галочок, а пройшовши третю, гравець зіткнеться з цим роботом та його друзями. Під час битви з ними Сьюзі та Ральзей навчаються діяти: Р-дія для Ральзея, С-дія для Сьюзі та Н-дія для Ноелль, хоча вона в битві участі не бере.
Згодом команда спускається нижче та конвеєром повертається звідки прийшла і проходить в сусідню кімнату, вхід до якої раніше перекривав бар'єр. Там розташований магазин роботів, в якому можна придбати предмети. Далі Кріс із друзями підіймаються на верх Кіберполя та опиняються на персональних вагонетках. Вони вступають в перший бій із Пташком, в якому перемагають, однак падають униз, адже колії недобудовані.
Персонажі потрапляють на Сміттєзвалище. Сьюзі падає з гори сміття та отримує пошкодження ноги, Ральзей її виліковує, тож вона вирішує навчитися навичок зцілювання. На розгалуженні доріг Сьюзі йде з Ральзеєм, а гравець лишається наодинці.

Кібермісто
В Кібермісто головний герой заходить геть один. Через короткий проміжок часу він домовляється про перемир'я з Королевою та союз із Ноеллю, після чого гравець вирушає вперед. Далі, вирішивши головоломки, а також три з мишами, яких Ноелль боїться, вони вдруге стикаються з Пташком. В результаті вони перемагають та йдуть далі. Зустрівши королеву, Ноелль надягає коробку, через коротку розмову відбувається комічна ситуація, коли всі ховаються від Пташка в машину. Втім, на дорозі затори, тож Королева просить гравця перемкнути світлофор на іншому боці перехрестя. На своєму шляху Кріс натрапляє на Спамтона Ґ. Спамтона, який, якщо його перемогти мирним шляхом, запросить гравця до себе закінчити почате. Головний герой перемикає світлофор та сідає в машину. Різко вони виходять та через кілька секунд машина вибухає. 
Далі Кріс разом із Ноелль проходять головоломку "Грудень" (англ. December), під час якої друга згадує історію з Азрієлем та Денею (Десс). Вони виходять до ярмарку, де нарешті возз'єднуються з Ральзеєм та Сьюзі, після деякий час разом проходять головоломки. 

Маєток Королеви
Усі четверо виходять перед маєтком, де їх майже всіх ловить Королева (окрім Ральзея) та саджає в особисті кімнати. Тут у пригоді стає Лансер, який перенавантажує систему, тим самим звільнивши гравця та Сьюзі. Невдовзі Лансеру стає погано, тож вони, розв'язавши кілька головоломок, прибігають до Ральзея, де виявляють його одягненим у лакея. Він розповідає, що з Лансером, після чого вони проходять у кімнату де є: крамниця, двері-телепорт та кілька скорочень. 
Гравець проходить головоломки й пастки, після чого потрапляє на верхній поверх, де Сьюзі розмовляє з Ноелль наодинці й запевняє її, що все це лише сон. Далі Кріс зі своїми друзями вступають у бій з Королевою, що після своєї поразки кумедно втікає та залазить до костюма ГІГАКоролеви. 
Перед битвою всі друзі гравця об'єднують свої зусилля в одного робота. Після перемоги над ГІГАКоролевою, з'ясовується, що вона не знала про наслідки відкриття нових фонтанів, а згодом із задоволенням селиться у містечку Ральзея.

Повернення до Сонячного світу
Кріс запечатує фонтан, всі прокидаються в комп'ютерній залі. Ноелль із Пташком йдуть, а Кріс та Сьюзі вирушають до головного героя додому, де їх зустрічає Торіель. Вони готують пиріг, а Кріс йде мити руки, однак вдруге дістає із себе душу та ріже колеса машині своєї матері, опісля повертаючись до ванної кімнати. Сьюзі й Кріс засинають, а потім посеред ночі Кріс, як в попередньому розділі, прокидається, однак на цей раз спочатку вмикає телевізор, відкриває вхідні двері, зароджує новий фонтан та повертається до крісла.

Снігова Могила (Сноуґрейв)
Щоб стати на цей шлях гравцю необхідно використовувати виключно "Крижаний Шок" Ноелль. Спочатку потрібно повернутися до самого початку Сміттєзвалища та заморозити всіх ворогів, а потім забрати силою перстень в одного з продавців у місті, оскільки ціна на нього завжди буде на 1 темний долар вище, ніж є у гравця, та обирати відповідні варіанти під час діалогів і розв'язку головоломок. Про те, що гравець не зійшов зі шляху свідчить звук після рішення, а також зникають деякі другорядні істоти. 
Гравцю потрібно на одній з доріг піти вниз та повернути на іншу дорогу, внизу якої буде сміттєвий бак, в якому Спамтон казатиме йому, скільки ще монстрів треба позбутися. Досягнувши необідної кількості, можна буде купити перстень, що є обов'язковим для продовження цього шляху гри. Його ціна становить 1997 темних доларів. На своєму шляху вперед Кріс зустрічає Пташка, що буде шокований поведінці Ноелль, через що вступає в бій з головним героєм. Також тут гравець має останню можливість звернути зі шляху Снігової Могили. Перемогти ворога потрібно новим заклинанням "Снігова могила" за 100% напруги. Використавши його, Ноелль своїми чарами заморожує Пташка, нездужає та покидає гравця. Також після цього звичний шлях вперед загороджується та відкриється інший, яким Кріс дуже швидко дістається до Маєтку Королеви. 
Увійшовши до нього, команда помічає, що вхід до крамниці заблоковано, а поряд — майже жодної живої душі. На шляху до Королеви з суперників будуть в основному Піпіси — невеликі, схожі на яйця молюски, битва з якими триває 1 хід, адже на своєму ході вони вибухають, виділяючи зменшені версії голови Спамтона. На верхньому поверсі битва з королевою не відбувається.
Гравцю закривається доступ до шляху назад, тож він заходить у кімнату з автоматом, в якій за 120 Т$ може купити перекус та зберегтися на точці збереження.
В наступній кімнаті на гравця зненацька нападає Спамтон НЕО, який на звичному шляху є бонусним босом. Сам Кріс його здолати не може, тож кличе на допомогу спочатку Ральзея, потім Сьюзі, а згодом і Ноелль, і вже вона використовує Снігову Могилу та перемагає.
Після закриття фонтану, Пташко не прокидається, а якщо зайти в лікарню та вийти з палати батька Ноелль, то відбудеться моторошний діалог між нею та Кріс. Якщо гравець забере з речей Ноелль срібний годинник, то вона це помітить і спитає звідки він у головного героя, одним з варіантів відповіді є "Бо то був не сон".

## Продовження
На офіційному вебсайті Deltarune Тобі Фокс повсякчас оновлює статус гри й звітує про прогрес. Його команда працює одночасно над кількома частинами. На своїй сторінці у Twitter Фокс прозвітував, що розробка гри йде успішно.
Починаючи з літа 2024 року, Тобі Фокс не одноразово підтверджував початок розробки 5-го розділу, конкретна дата виходу якого досі не є оголошеною та планується у 2026 році. Будь яка інформація про прогрес наступних шостого та сьомого розділів відсутня. 

## Сприйняття
Перша частина Deltarune отримала переважно схвальні відгуки. На Metacritic гру оцінили на 8,3 бала з 10; гравці відзначили персонажів, оновлену систему бою та саундтрек. Вебсайт Nintendo Life оцінив на 8 із 10; Мітч Фоґель у своїй рецензії похвалив гру за дотепний гумор, сарказм і нововведення в бою. Мітчелл Партон з інформаційного агентства Nintendo World Report позитивно відгукнувся про персонажів, сюжет, графіку та саундтрек. Аллегра Франк у своєму дописі на Polygon назвала Deltarune освіжним поверненням і закликала читачів якомога швидше пройти гру.
Водночас Deltarune отримала багато порівнянь з Undertale. Партон зазначив, що Deltarune не має суттєвих відмінностей⁣, а Фоґель написав, що Deltarune просто копіює особливості Undertale і навіює відчуття вторинності.